# Рональд Фредерік Дельдерфілд
Рональд Фредерік Дельдерфілд (англ. Ronald Frederick Delderfield; 12 лютого 1912 — 24 червня 1972) — англійський романіст і драматург, деякі твори якого були адаптовані на телебаченні і у кіно.

## Біографія

### Дитинство в Лондоні та Суррей
Рональд народився в Бермондсі, (район південно-східного Лондона), 12 лютого 1912 року в Еліс та Вільяма Джеймса Дельдерфілда (приблизно 1873—1956). Його батько працював в сфері гуртової торгівлі м'ясом на ринку Смітфілд і був першим лібералом, обраним до Ради в Бермондсі. Вільям підтримував виборче право жінок та бурську сторону в Англо-бурській війні. Він був твердим прихильником «Руху тверезості», поки не об'єднався з консерваторами Девіда Ллойда Джорджа. З 1918 по 1923 роки родина жила на проспекті Ешбертон 22, в районі Аддіскомбі, поблизу Кройдона, (графство Суррей). Романи «Авеню» базувалися на життєвому досвіді Рональда в Аддіскомбі та парку Ширлі.
Дельдерфілд відвідував дитячу школу в Бермондсі, потім «малопотужну і претензійну» невелику приватну школу — «сімдесят хлопчиків і четверо малооплачуваних службовців, якими керував веселий джентльмен, який носив синій костюм із саржі»:18. Потім він вступив до ради школи, яку він ненавидів, але яка дала йому прототип персонажу містера Шорта з «Авеню». Подібний досвід він також отримав у гімназії, вчителі якої надихнули кількох його персонажів. Як тільки сім'я переїхала до графства Девон, Дельдерфілд вперше почав відвідувати загальноосвітню гімназію і, нарешті, школу Західного Букленда. У своїй автобіографії «Для власного задоволення» Дельдерфілд пожартував, що Західний Букленд можна уподібнити школам у «Весняному божевіллі містера Сермона», «Авеню» та «Вершник, що скаче»:22. Знову ж таки, у творі «Для власного задоволення» Дельдерфілд розділив націю на мешканців міста та передмістя, сільських жителів та тих, хто жив у прибережних містах.
Коли Рональд був ще маленьким, під час сімейного відпочинку в курортному Своніджі, він захворів на скарлатину і йому довелося провести три місяці в ізоляторі.

### Проживання в Іст-Девоні
У 1923 році батько Дельдерфілда і їх сусід з Бермондсу придбали в Ексмуті місцеву газету «Ексмутську хроніку», і Вільям став її редактором. У 1929 році Рональд приєднався до колективу газети, а згодом замінив батька на посаді редактора. У книзі «Для власного задоволення» він описує свою роботу — відвідував засідання магістратських судів та Рад, висвітлював аматорську драматургію та інші події, відвідував постраждалих, для написання місцевих некрологів, навіть їздив на велосипеді за пожежною машиною, щоб віднайти необхідні історії, а також покладався на інформацію великої кількості місцевих кореспондентів. Його переживання в цей період були чітко відображені в романтичному романі «Діана». У 1962 році у нього був будинок «Дов-Котедж» (тепер «Альтанка»), побудований на пагорбі Пік у Сідмуті.
Перша опублікована п'єса Дельдерфілда була створена в Бірмінгемському репертуарному театрі в 1936 році; газета «Бірмінгемський пост» написала: «Більше, будь ласка, містер Дельдерфілд». Одну з його п'єс, «Вормський погляд», поставили у Лондоні у театрі Вайтхолл. Після служби в ВПС Великої Британії під час Другої світової війни він відновив свою літературну кар'єру, водночас займався антикварним бізнесом поблизу Бадлі-Сальтертона, в графстві Девон. Почавши з драматургії, Дельдерфілд у 50-х роках вирішив перейти до написання романів. Перший його роман «Сім Гасконців» був опублікований у 1949 році.

### Автобіографія
У автобіографії «Для власного задоволення» (1972) Дельдерфілд обговорює натхнення деяких сюжетних ліній і розповідає в анекдотах про походження кількох своїх персонажів. Він вважав, що автори черпають своє натхнення зі сцен молодості, вказуючи, що наприклад герої Чарльза Діккенса майже завжди використовували диліжанс, в той час коли сам автор вже жив і писав у епоху поїздів. Дельдерфілд називає свої джерела творчості «фермами персонажів», основними з яких є час який він провів у Аддіскомбі, шкільні роки та час його роботи в «Ексмутській хроніці». Про «Авеню» та «Вершник, що скаче», він сказав: «Я мав намір розповісти пряму історію групи посередніх британських людей — єдиного роду людей, яких я насправді добре знаю». У цій автобіографії Дельдерфілд зазначив, що його піддавали критиці за його умовні погляди на жіночі соціальні ролі.

### Смерть
Дельдерфілд помер у своєму будинку в Сідмуті, який тоді називався «Дов-Котедж», від раку легенів. Його дружина, колишня Мей Еванс, з якою він одружився в 1936 році, його пережила. У них були син Поль та дочка Вероніка. Старший брат Ерік (1909–95) пережив його і написав кілька книг з історії Вест-Кантрі, що в південно-західній Англії.

## Соціальна історія початку ХХ ст. як предмет творчості
У кількох історичних романах і серіях Дельдерфілда задіяні молоді люди, які повертаються з війни та ведуть розмірене життя в Англії, що дозволяє автору зобразити події англійської історії та достатньо заглибитися в соціальну історію від едвардіанської епохи до початку 1960-х років.

### Приклади
- Девід Поулетт-Джонс з твору «Щоб служити їм усі мої дні» розпочинає викладання історії в сільській приватній школі незабаром після того, як був демобілізований з артилерійської військової частини у 1918 році. Цей роман досліджує зміни в приватній освіті та розвиток лейбористського політичного руху між світовими війнами.
- Адам Сван з твору «Бог — англієць», ветеран британської армії в Індії, який організовує транспортний бізнес в середині 19 століття. Серія досліджує економічну історію Англії з 1860-х років до початку Першої світової війни.
- У трилогії «Вершник, що скаче», Пол Кредок, також колишній солдат, на початку 20 століття стає власником сільського господарства у графстві Девон.
- Двотомна робота «Авеню», яка протягом кількох десятиліть описує життя жителів приміської дороги середнього класу. Події роману починається незабаром після закінчення Першої світової війни, з поверненням одного солдата, який дізнається, що його дружина померла від іспанки (епідемія грипу) та залишила його самого з кількома дітьми.

## Інші твори
Дельдерфілд також опублікував науково-популярні книги з Наполеонівської епохи, історичні романи, пов'язані з Наполеонівськими війнами («Захід імперії», «Крах імперії Наполеона», «Маршали Наполеона», «Наполеон. Вигнання з Москви»), та деякі поодинокі романи, вставлені в більш сучасні періоди. Його прозовий стиль був прямолінійним і зрозумілим, правда в творах не вистачає дещо впливу постмодерністської вигадки, а його суспільне ставлення досить традиційне, хоча його політика, виражена через його персонажів, є сумішшю прогресивного та вільного ринку. Загалом, романи Дельдерфілда відзначають історію англійської мови, людяність та лібералізм, демонструючи трохи терпіння із сталою класовою нерівністю та снобізмом, але також іноді виступають за індивідуалізм, самостійність та інші традиційні вікторіанські цінності.
Дельдерфілд написав «Пригоди Бена Ганна» у 1956 році, де описує історію Бена Ґана від сина церковного паламаря до того, як він попадає до піратів і розповідь Джима Гокінса зі слів Ґана. Автор описує життя Бена Ґана від подій, які змусили простого сільського хлопця покинути дім батька в графстві Девон і вирушити у незвіданий та небезпечний світ джентльменів вдачі, і, врешті-решт, до періоду, коли він попадає на Острів скарбів (Острів Кіда) та участі його в історії, яку розповів Роберт Стівенсон в романі, «Острів скарбів», а також подається короткий підсумок життя Бена Ґана від імені самого Джима Гокінса.

## Вибрані твори
Вибрані твори Дельдерфілда включають:
- 1945: Погляд черв'яка (тривала сценічна комедія)
- 1947: По всьому місту
- 1949: Сім Гасконців
- 1956: Пригоди Бена Ганна[6]
- 1958: Передмістя мрій (серія «Авеню»)
- 1958: Алея йде у війну (серія «Авеню»)
- 1960: Житло прекрасної покоївки" (у поєднанні з «Несправедливими небесами», щоб утворити Діану, 1979)
- 1961: Зупинка на переможця (екранізовано під назвою «На скрипці») (1961)
- 1962: Несправедливі небеса (у поєднанні з «Житлом прекрасної покоївки», щоб утворити Діану, 1979 р.)
- 1963: Містер Сермон (також виданий як «Весняне безумство містера Сермона»)
- 1964: Замало для барабанів («Замало для фанфар»)
- 1966: Вершник, що скаче (опублікований у США як два романи, «Довгий літній день» та «Почесна пошта»
- 1967: Легкий день повернення
- 1968: Зелена рукавичка (продовження «Вершника, що скаче»)
- 1969: Повернись додому, Чарлі та їх обличчя (також виданий як Повернись додому, Чарлі)
- 1970: Увертюра для початківців (автобіографічна)
- 1970: Бог — англієць (Сага Свонн)
- 1972: Їх було Королівство (Сага Свонн)
- 1972: Для власного задоволення (автобіографічна)
- 1972: Щоб служити їм усі мої дні
- 1973: Подаруй нам цей день (Сага Свонн)
- 1979: Діана, див. 1960; 1962 рік

### Серії
- 1958: твори «Передмістя мрій» та «Алея йде у війну» належать до серії «Авеню»
- 1966–1968: серія «Вершник, що скаче» — трилогія, що містить «Довгий літній день», «Почесна пошта» та «Зелена рукавичка»
- 1970–1973: твори «Бог — англієць», «Їх було Королівство» та «Подаруй нам цей день» належать до саги «Свонн»

## Адаптації
Британське телебачення зняло п'ять серій за книгами Дельдерфілда. Англійський актор Найджел Гаверс зіграв Пола Кредокка у фільмі телеканалу BBC «Вершник, що скаче» (1978), адаптованому за однойменним романом. Англійський актор Джон Даттін зіграв Девіда Поулетта-Джонса у фільмі телеканалу BBC «Щоб служити їм усі мої дні» (1980), адаптованому Ендрю Девісом з однойменного роману і як Арчі Карвер у фільмі Лондонського телебачення «Люди як ми» (1977), адаптованого з романів «Авеню». «Діана» була адаптована в 1984 році в міні-серіалі BBC, в якому знялася Дженні Сігров в головній ролі та Петсі Кенсіт як її молодша власна героїня. Незвичайно, що жодна з адаптацій BBC «Вершник, що скаче» чи «Діана» ніколи не повторювалася на телебаченні BBC. Твір «Повернись додому, Чарлі та їх обличчя» було адаптовано як міні-серіал Лондонського телебачення вихідного дня в 1990 році.
Перший фільм «Продовжуй» та «Продовжуй сержанте» (1958), були засновані на п'єсі Дельдерфілда «Хлопчики-бики». Фільм 1961 року «На скрипці» в головній ролі з Шоном Коннері був заснований на романі Дельдерфілда «Зупинка на переможця»